# Episodi di Torchwood (terza stagione)
La terza stagione della serie televisiva Torchwood è costituita da una miniserie di cinque puntate intitolata Torchwood: i figli della Terra (Torchwood: Children of Earth), andata in onda tra il 6 e il 10 luglio 2009 sul canale britannico BBC One.
In Italia la stagione è stata trasmessa in prima visione da Fox il 23 e il 30 gennaio 2012 e dall'8 febbraio al 15 febbraio 2012 su Rai 4.
Gli altri interpreti della stagione sono: Peter Capaldi (John Frobisher), Paul Copley (Clement McDonald), Nicholas Farrell (Brian Green), Susan Brown (Bridget Spears), Lucy Cohu (Alice Carter), Cush Jumbo (Lois Habiba), Liz May Brice (Johnson), Ian Gelder (Dekker), Colin McFarlane (Generale Pierce), Deborah Findlay (Denise Riley), Nicholas Briggs (Rick Yates), Patric Naiambana (Segretario della Difesa), Tom Price (PC Andy), Charles Abomeli (Colonnello Oduya), Rik Makarem (Rupesh Patanjali), Katy Wix (Rhiannon Jones Davies), Rhodri Lewis (Johnny Davies), Hilary MacLean (Anna Frobisher), Sophie Hunter (Vanessa), Bear McCausland (Steven Carter)
| nº | Titolo originale             | Titolo italiano                     | Prima TV UK    | Prima TV Italia |
| -- | ---------------------------- | ----------------------------------- | -------------- | --------------- |
| 1  | Children of Earth: Day One   | I figli della Terra: primo giorno   | 6 luglio 2009  | 23 gennaio 2012 |
| 2  | Children of Earth: Day Two   | I figli della Terra: secondo giorno | 7 luglio 2009  | 23 gennaio 2012 |
| 3  | Children of Earth: Day Three | I figli della Terra: terzo giorno   | 8 luglio 2009  | 30 gennaio 2012 |
| 4  | Children of Earth: Day Four  | I figli della Terra: quarto giorno  | 9 luglio 2009  | 30 gennaio 2012 |
| 5  | Children of Earth: Day Five  | I figli della Terra: quinto giorno  | 10 luglio 2009 | 30 gennaio 2012 |

## I figli della Terra: primo giorno
- Titolo originale: Children of Earth: Day One
- Diretto da: Euros Lyn
- Scritto da: Russell T Davies

### Trama
Nella Scozia del 1965, dodici bambini vengono attratti da una strana luce, ma uno di loro riesce a scappare. Nel presente, tutti i bambini del mondo e un uomo, Clement McDonald (che in seguito risulterà essere il bambino scampato nel 1965), improvvisamente si bloccano per pochi istanti alle 8,40 dell'orario di Greenwich. La cosa si ripete un paio di ore più tardi alle 10,30, ma stavolta tutti i bambini e Clement pronunciano nella stessa lingua "noi arriveremo", in inglese "we are coming", attraverso la frequenza 456. Nel frattempo Jack e Ianto cercano di rimuovere un alieno all'interno del corpo di un paziente. Il dottor Rupesh Pantajali li scopre e avverte i due di strane sparizioni all'interno dell'ospedale, ma Jack non gli dà tanto peso. Rupesh però non si arrende e propone il caso a Gwen. Una volta giunti alla base, i tre vengono a sapere che si sono verificati strani incidenti in diversi posti del mondo allo stesso orario in cui sono coinvolti anche bambini e decidono di indagare. Così Ianto e Jack vanno a trovare i rispettivi nipoti e si scopre che quest'ultimo ha una figlia, Alice. La stessa notizia arriva da un sergente all'ufficio del dipartimento governativo che spiega il caso al responsabile John Frobisher, che decide di darsi da fare facendosi aiutare da Dekker. Jack telefona all'ufficio del dipartimento governativo, ma Lois Habiba, nuova segretaria del posto, ignora la telefonata e approfitta del caos per indagare su ciò che succede. Nel frattempo, tra i video segnalati alla polizia che Torchwood riesce a ottenere, Gwen nota che tra i bambini ipnotizzati c'è anche un uomo tenuto in un ospedale psichiatrico e va da lui per indagare. L'uomo le racconta lo strano episodio del 1965 in cui i suoi amici di orfanotrofio vennero rapiti da una luce e l'avverte sul preminente arrivo degli alieni. Infine Clement intuisce che Gwen è incinta e si congratula con lei. Intanto John Frobisher teme di un'imminente minaccia aliena di cui vuole occuparsene senza l'aiuto di Torchwood, così oltre a sorvegliarli per tenerli lontani dal caso, dà l'ordine di uccidere il capitan Jack Harkness. Il dottor Patanjali avvisa Jack di un'altra morte misteriosa, ma in realtà è una trappola: Jack viene sparato e prima di rinvenire gli viene impiantata una bomba nello stomaco. Patanjali in realtà voleva aiutare il dipartimento governativo a sbarazzarsi di Jack per poi prendere posto in Torchwood, ma anche lui viene fatto fuori. Gwen, incredula di quello che le ha detto Clement, torna alla base ed attraverso lo scanner constata che l'uomo aveva ragione: è incinta di tre settimane; in seguito Jack toccando inavvertitamente lo scanner scopre di avere una bomba dentro di sé che sta per esplodere.

## I figli della Terra: secondo giorno
- Titolo originale: Children of Earth: Day Two
- Diretto da: Euros Lyn
- Scritto da: John Fay

### Trama
Gwen e Ianto si salvano dall'esplosione che manda in frantumi la sede di Torchwood, ma vengono braccati dalle forze governative. Non sapendo di chi possano essere le minacce subite Gwen e Rhys scappano da Cardiff, mentre Ianto viene aiutato dalla sorella Rhiannon. Il giorno dopo la squadra della Jonhson, inviata dal governo per eliminare il team di Torchwood, torna alla baia di Cardiff per verificare che Jack sia realmente morto: trovano infatti pezzi dei suoi arti in mezzo alle macerie che lentamente si ricompongono, ma la Jonhson non si dà per vinta e lo seppellisce vivo nel cemento. Intanto i bambini si bloccano ancora ripetendo: "noi arriveremo domani" e tutti entrano in allerta. John Frobisher con l'aiuto di Dekker costruisce una trappola per alieni convinto di poterli fermare. Nel frattempo Lois Habiba si informa su Torchwood e non capisce il motivo per cui il dipartimento governativo per cui lavora voglia annientare questi eroi, così decide di sua iniziativa di mettersi in contatto con Gwen, ormai scappata a Londra. Con l'aiuto di Lois, Gwen riesce ad entrare nella sede in cui tengono Jack prigioniero e, assieme a Ianto riescono a liberarlo. Intanto la trappola viene riempita di gas in particolari concentrazioni, tossici per gli umani.

## I figli della Terra: terzo giorno
- Titolo originale: Children of Earth: Day Three
- Diretto da: Euros Lyn
- Scritto da: Russell T Davies e James Moran

### Trama
Ianto porta Jack, Gwen e Rhys in un magazzino abbandonato che fino al 1995 era la sede di Torchwood 1 e, con qualche furto, ricostruiscono un piccolo centro operativo. Intanto Clement, scappato dall'ospedale psichiatrico, viene trovato e arrestato ma Gwen riesce a liberarlo e portarlo con sé, poi contatta Lois e le chiede di essere occhi e orecchie per Torchwood con speciali lenti a contatto. Nel tentativo di rintracciare Jack, Alice viene rintracciata e il governo, venendo a sapere dell'esistenza della figlia di Jack, decidono di rapirla. I bambini si bloccano ancora indicando un punto nel cielo ed esclamando "siamo arrivati": in cielo una colonna di fuoco si indirizza alla stanza fatta costruire da Frobisher che accorre all'arrivo degli alieni e stabilisce un primo contatto con loro. Jack riesce a mettersi in contatto con Frobisher e nel tentativo di convincerlo a collaborare, lui gli rivela di tenere in ostaggio sua figlia Alice e il nipote nel caso dovesse intromettersi. Intanto, i massimi esponenti militari del pianeta si riuniscono a Londra dal Primo Ministro Green e decidono che, per motivi di sicurezza, Frobisher sia colui che debba parlare con l'alieno 456 che dice di essere tornato per volere il 10% dei bambini sulla Terra. Arrivati a Torchwood 1, Clement riconosce in Jack l'uomo che nel 1965 li ha portati agli alieni.

## I figli della Terra: quarto giorno
- Titolo originale: Children of Earth: Day Four
- Diretto da: Euros Lyn
- Scritto da: John Fay

### Trama
Jack spiega il motivo del suo gesto nel 1965: dodici bambini in cambio di un vaccino contro un virus indonesiano che avrebbe spazzato via 25 milioni di persone, ma Clement gli spara e quando lo vede resuscitare si spaventa.
L'alieno 456, che risulta essere quasi un bambino di quelli spariti nel 1965, ribadisce di volere il 10% dei bambini della popolazione mondiale previa la distruzione della razza umana, ma Frobisher, dopo un breve colloquio coi superiori, ne offre 6700. L'alieno 456 non accetta e tutti i bambini del mondo pronunciano all'unisono una serie di numeri che risultano essere il 10% dei bambini di ogni nazione (325.000 per il Regno Unito, 448.000 per la Francia...). Mentre i capi decidono di usare i bambini meno abbienti, quelli del Torchwood iniziano ad agire: Lois, addestrata da Gwen, interrompe la riunione dei grandi della Terra, mentre Rhys fugge con le registrazioni dei loro discorsi e Jack e Ianto irrompono nella stanza dell'alieno 456 dicendo che non accettano condizioni. L'alieno 456, dimostrando la sua forza, sigilla l'edificio ed emana un gas tossico che uccide chiunque ci si trovi dentro, tra cui Ianto (che dichiara il suo amore a Jack prima di morire tra le sue braccia), e uccide Clement.

## I figli della Terra: quinto giorno
- Titolo originale: Children of Earth: Day Five
- Diretto da: Euros Lyn
- Scritto da: Russell T Davies

### Trama
Mentre i governi iniziano a prelevare i bambini, con la conseguente disperazione dei loro genitori, l'alieno 456 spiega il motivo del rapimento: per loro i bambini sono come una droga. Il Primo Ministro Green intende, per l'opinione pubblica, mandare anche le due figlie di Frobisher che, disperato, prende una pistola e una volta tornato a casa le uccide insieme alla moglie prima di spararsi. Intanto Gwen, Andy e Rhys aiutano Rhiannon a portare al sicuro 19 bambini, ma vengono scoperti. Jack, arrestato con Lois per spionaggio, viene contattato dalla Johnson che ha in ostaggio sua figlia Alice Carter con il piccolo figlio Steven. La Johnson, convinta dalla Carter, vorrebbe far cessare tutto questo, ma la soluzione finale opinata dal signor Dekker non piace a Jack. Ma poi Jack, nonostante il disappunto di Alice, accetta di usare il piccolo Steven come amplificatore di segnale per tutti i bambini del mondo che, con Steven (poi morto per lo sforzo), emettono un urlo in grado di far fuggire l'alieno 456. Il Primo Ministro Green non vuole dichiarare la verità al pubblico e dice di essere stato fortunato, ma Bridget Spears (l'assistente di Frobisher), con le lenti a contatto di Lois, registra la conversazione e promette tempi duri per il Primo Ministro. Sei mesi dopo, Rhys e Gwen salutano il capitano Jack Harkness che, indossato il proprio bracciale, fugge nel Tempo e nello Spazio.